# Boris Morukow
Boris Władimirowicz Morukow, cyryl. Борис Владимирович Моруков (ur. 15 października 1950 w Moskwie, zm. 1 stycznia 2015) – rosyjski lekarz i kosmonauta.

## Życiorys
W latach 1967–1973 uczęszczał do Drugiego Moskiewskiego Instytutu Medycznego, na którym uzyskał tytuł magistra medycyny. Po zakończeniu nauki podjął pracę w Instytucie Problemów Biomedycznych, gdzie w 1979 uzyskał tytuł doktora nauk medycznych. Przygotowując się do udziału w misjach kosmicznych jako lekarz-kosmonauta w latach 1989-1991 przeszedł szkolenia z kardiologii, gastroenterologii, otorynolaryngologii, stomatologii, okulistyki i pomocy doraźnej. W 1995 ukończył kurs z medycyny ratunkowej, a w 1996 z hematologii i endokrynologii.
W latach 2007–2011 był dyrektorem rosyjskiego eksperymentu Mars-500, który miał za zadanie przygotować ludzi do lotu na Marsa.
Miał żonę i dwoje dzieci. Pochowany na Cmentarzu Chowańskim w Moskwie.

## Kosmonauta
Od października 1990 do lutego 1992 przeszedł szkolenie podstawowe w Centrum Wyszkolenia Kosmonautów im. J. Gagarina. W latach 1998–1999 przeszedł szkolenie chirurgiczne w Centrum Lotów Kosmicznych imienia Lyndona B. Johnsona.
W 2000 wziął udział w misji kosmicznej STS-106 wahadłowca Atlantis na Międzynarodową Stację Kosmiczną (ISS) jako lekarz.

## Odznaczenia
- Lotnik-Kosmonauta Federacji Rosyjskiej
- Medal „Za zasługi w podboju kosmosu”
- NASA Space Flight Medal – Stany Zjednoczone
- Universal Astronaut Insignia za lot orbitalny (nr 396, pośmiertnie) – Stowarzyszenie Uczestników Lotów Kosmicznych (Association of Space Explorers(inne języki))[3]